# Leopold Bausinger
Leopold Bausinger (* 1899 in Stetten bei Hechingen; † 1973 in Rüdesheim am Rhein) war ein deutscher Kommunalpolitiker und 1945 sowie von 1950 bis 1965 Landrat des Rheingaukreises. Er war Verfasser einiger Bücher über seine alte und seine neue Heimat.

## Leben
Als Leopold Bausinger in Stetten bei Hechingen geboren wurde und aufwuchs, zählte seine Heimat als Teil der Hohenzollernschen Lande zum Königreichs Preußen. So fing er nach seiner Schulzeit eine Lehre in der preußischen Verwaltung an, die durch den Ersten Weltkrieg unterbrochen wurde und die er erst danach beenden konnte. Unter dem damaligen Regierungspräsidenten in Sigmaringen, Emil Belzer, wurde er wie folgt dienstlich beurteilt: „… dass Bausinger auch für höhere und verantwortungsvolle Posten auf das Wärmste empfohlen werden kann. Bausinger hat einen geraden und gefestigten Charakter und ein gewinnbringendes Auftreten.“ Sein einnehmendes Wesen und seine hohe Sachkompetenz eröffneten ihm schon in jungen Jahren eine Karriere als Bürgermeister, zunächst in zwei hohenzollernschen Nachbargemeinden von Hechingen: von 1927 bis 1932 war er Bürgermeister in Haigerloch, anschließend bis 1936 Bürgermeister in Burladingen. Er brachte dabei jeweils wichtige Reformen in Gang, die von Öffentlichkeit und Presse geradezu gefeiert wurden. Dabei war er parteipolitisch als Mitglied der Zentrumspartei tätig gewesen, bis diese 1933 verboten wurde. Ihm wurde eine liberale Gesinnung nachgesagt.
Am 1. September 1936 wurde er zum Bürgermeister von Rüdesheim am Rhein berufen. Der damalige Landrat des Rheingaukreises, Josef Kremer, habe ihn wegen seiner verwaltungsfachlichen Kenntnisse sogar einem SA-Oberführer vorgezogen. Überliefert ist aus Bausingers Antrittsrede in Rüdesheim die Aussage, dass Führertum kein Tyrannentum sein dürfe. Er trat nach Kräften für Opfer der nationalsozialistischen Verfolgung ein, unterdrückte politisch motivierte Strafanzeigen, die über seinen Tisch liefen, vermied den Hitlergruß, ignorierte das neue nationalsozialistisch korrekt gestaltete Wappen zugunsten des traditionellen Wappens mit dem heiligen Martin und verzichtete auf die Umbenennung von Straßen und Plätzen. Als einziger Bürgermeister im Rheingau ließ er in der Reichspogromnacht den Synagogenbrand löschen und erstattete Anzeige gegen Unbekannt. Dafür erhielt er disziplinarrechtlich einen Tadel. Dass man ihn, den erkennbar „politisch Unzuverlässigen“, gleichwohl auf seinem herausgehobenen Dienstposten beließ, spreche dafür, dass man auf seine fachliche Kompetenz nicht verzichten wollte. Allerdings zermürbte ihn ein solcherart nervlich anstrengender Berufsalltag bis zur Amtsmüdigkeit, wie sich aus Notizen in seinem Nachlass entnehmen ließ.
Die amerikanischen Besatzungstruppen, die ihn bei ihrem Einmarsch im April 1945 als Bürgermeister absetzten, setzten ihn am nächsten Tag als kommissarischen Landrat des Rheingaukreises ein und machten damit deutlich, dass bei ihnen gegen ihn nichts Belastendes vorlag. Am 18. Juni 1945 löste ihn Peter Paul Nahm als Landrat ab. Seinen Plan, aus gesundheitlichen Gründen in den Ruhestand zu treten, konnte er nicht verwirklichen. Vielmehr wurde er 1947 wieder Bürgermeister von Rüdesheim, diesmal demokratisch gewählt von der Stadtverordnetenversammlung. Seine Amtszeit im Rathaus endete jedoch vorzeitig, als er zum Landrat des Rheingaukreises gewählt wurde und dieses Amt 1950 antrat. Aus diesem Amt schied er nach Wiederwahlen erst 1965 mit Erreichen der Altersgrenze aus. Mit dem Ausscheiden wurde ihm das Große Bundesverdienstkreuz verliehen.

## Politische Ämter
- 1927–1932: Bürgermeister in Haigerloch
- 1932–1936: Bürgermeister in Burladingen
- 1936–1945: Bürgermeister in Rüdesheim am Rhein
- April 1945 bis 18. Juni 1945: Landrat des Rheingaukreises (kommissarisch)
- 1947–1950: Bürgermeister in Rüdesheim am Rhein
- 1950–1965: Landrat des Rheingaukreises

## Rezeption
Die 1962 unter maßgeblicher Förderung des damaligen Landrats Bausinger in Geisenheim gegründete „Schule für Lernhilfe“ des Rheingaukreises erhielt den Namen Leopold-Bausinger-Schule (heute, Juni 2018 „Schule mit dem Förderschwerpunkt Lernen“ und „Regionales Beratungs- und Förderzentrum“).

## Publikationen
- Hrsg. 1955–1973: Rheingauer Heimatbriefe[3]
- 1962: 75 Jahre Rheingaukreis. Kreisausschuss des Rheingaukreises[4]
- 1969: Der Katharinentag 1944 in Rüdesheim am Rhein, Teil I. In: Rheingauer Heimatforschung, Folge 70/Dezember 1969[5]
- Geliebte Heimat. Jugenderinnerungen und besinnliche Betrachtungen. Pretzl Verlag, Hechingen